# نپتون بیچ (فلوریدا)
نپتون بیچ (به انگلیسی: Neptune Beach) شهری در شهرستان دووال ایالت فلوریدا است که در سال ۱۹۳۱ بنیان‌گذاری شده‌است. این شهر طبق سرشماری سال ۲۰۱۰ میلادی، ۷٬۰۳۷ نفر جمعیت داشته و مساحت آن نیز ۱۷٫۷ کیلومتر مربع است.